# Тирличка війчаста
Тирличка війчаста, тирличник війчастий (Gentianopsis ciliata) — вид рослин з родини тирличеві (Gentianaceae), поширений у Марокко, західній Азії, Європі крім півночі.

## Опис
Багаторічна рослина 10–20(30) см. Частки віночка на краях війчасті або бахромчасті. Чашечка розділена на 4 рівні загострені ланцетно-трикутні частки
і в 2 рази коротша від віночка. Квітки на квітконіжках, поодинокі, рідше по кілька на верхівці стебла, блакитні.

## Поширення
Поширений у Марокко, Європі крім півночі, Туреччині, Грузії.
В Україні вид зростає на сухих схилах, луках, узліссях — у Карпатах (до гірського пояса), Розточчі-Опіллі, західному і правобережному Лісостепу.